# Monte Cassino
Monte Cassino (sau Montecassino) este o abație (mănăstire) benedictină din Italia Centrală. Abația este situată pe dealul aflat la vest de localitatea Cassino, la o înălțime de 516 m. 

## Istoric
Mănăstirea a fost întemeiată în anul 529, pe locul fortăreței romane aferente municipiului Casinum, de Sfântul Benedict de Nursia (480-547). După distrugerea mănăstirii în anul 577 de longobarzi, papa Grigore al II-lea l-a însărcinat pe Petronax de Brescia să o reclădească în anul 717. Aici au fost prezente personalități marcante din timpul Evului Mediu ca saxonul Willibald (700-787) și Sturmius (715-779). Carol cel Mare a acordat mănăstirii mai multe privilegii. În anul 883 mănăstirea este jefuită și incendiată de sarazini, cu toate acestea ea va cunoaște o perioadă de dezvoltare între secolele X și XI.
În secolul al IX-lea, în contextul renașterii carolingiene, călugării de la Monte Cassino au întemeiat Școala de medicină din Salerno, nucleul primei facultăți medicale din Europa. 
Mănăstirea a suferit distrugeri importante în timpul cutremurului din 1349. Pe la sfârșitul celui de al Doilea Război Mondial ea va deveni un loc de refugiu pentru persoanele civile, după unele surse ea n-a fost atacată de trupele germane. La data de 15 februarie 1944 mănăstirea a fost distrusă complet de un bombardament masiv al forțelor aliate, la ordinul generalului britanic Harold Alexander. Unul din piloții americani care au executat operațiunea respectivă, Walter M. Miller, Jr., a devenit scriitor și a tematizat experiența trăită.
După bombardament trupele germane au ocupat ruinele mănăstirii, aici având loc Bătălia de la Monte Cassino, una din cele mai sângeroase bătălii din timpul celui de al Doilea Război Mondial. 
Mănăstirea a fost reconstruită în anul 1964, în timpul papei Paul al VI-lea.

## Imagini

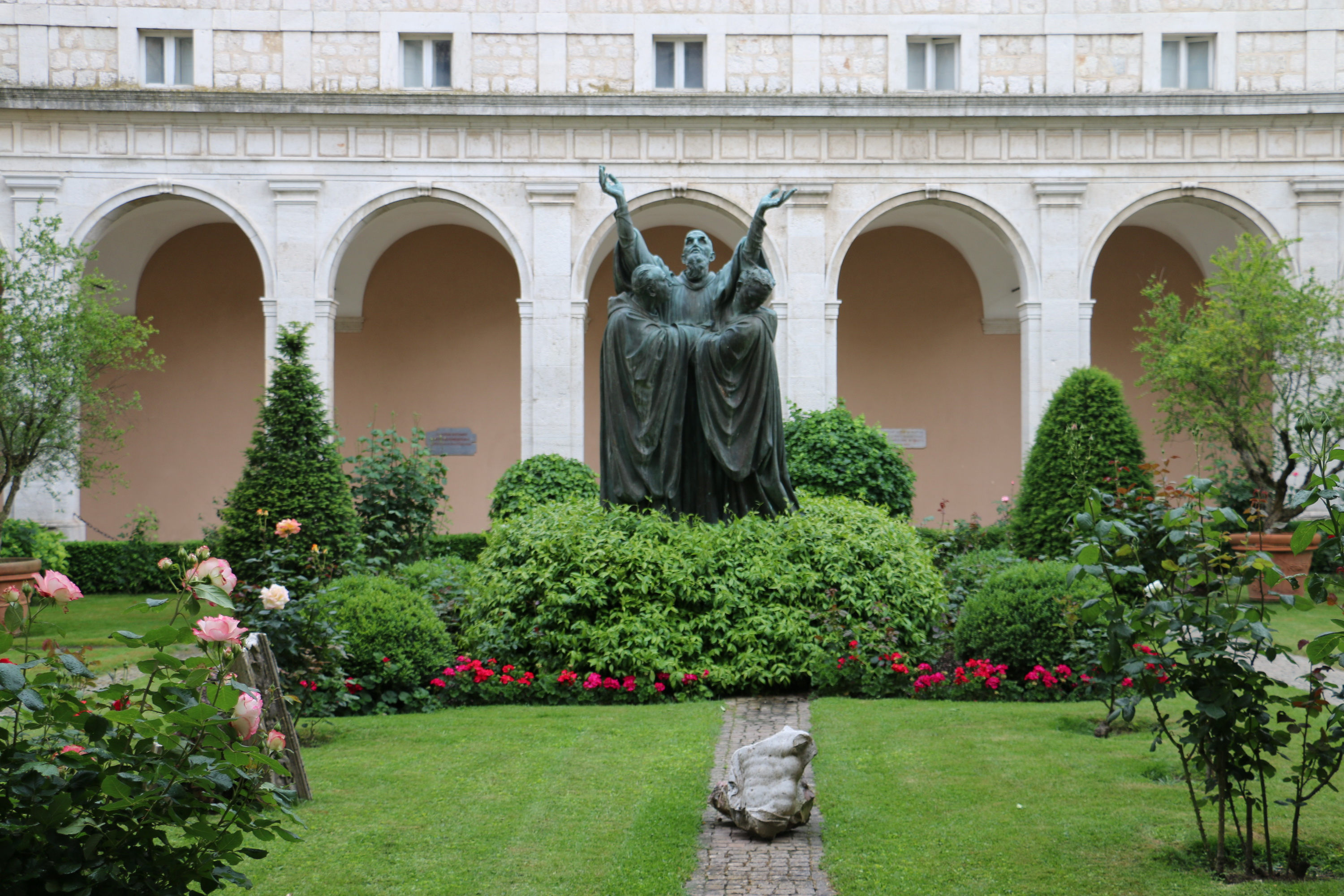
Grădina abației.
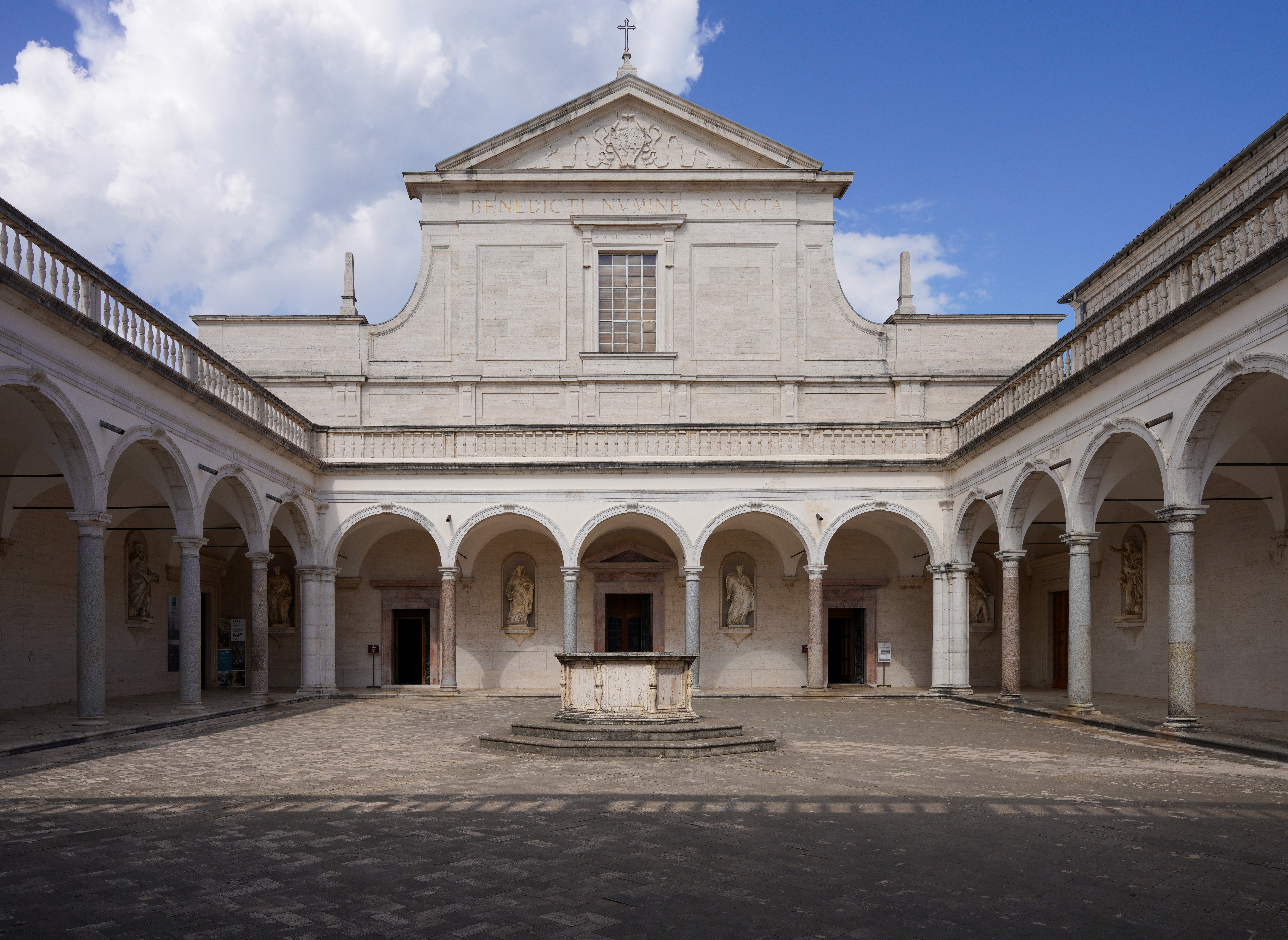
Biserica abației.
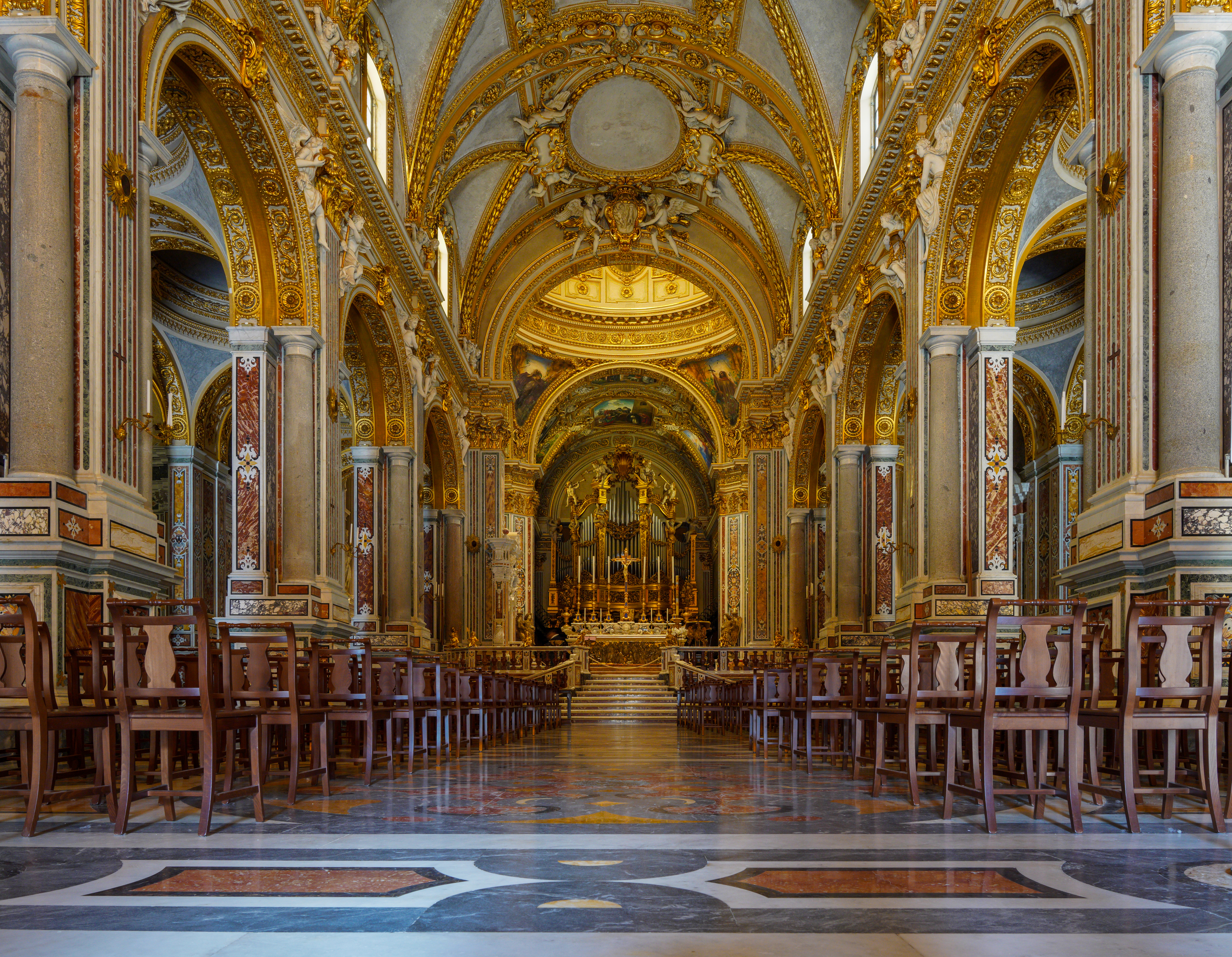
Interiorul bisericii.
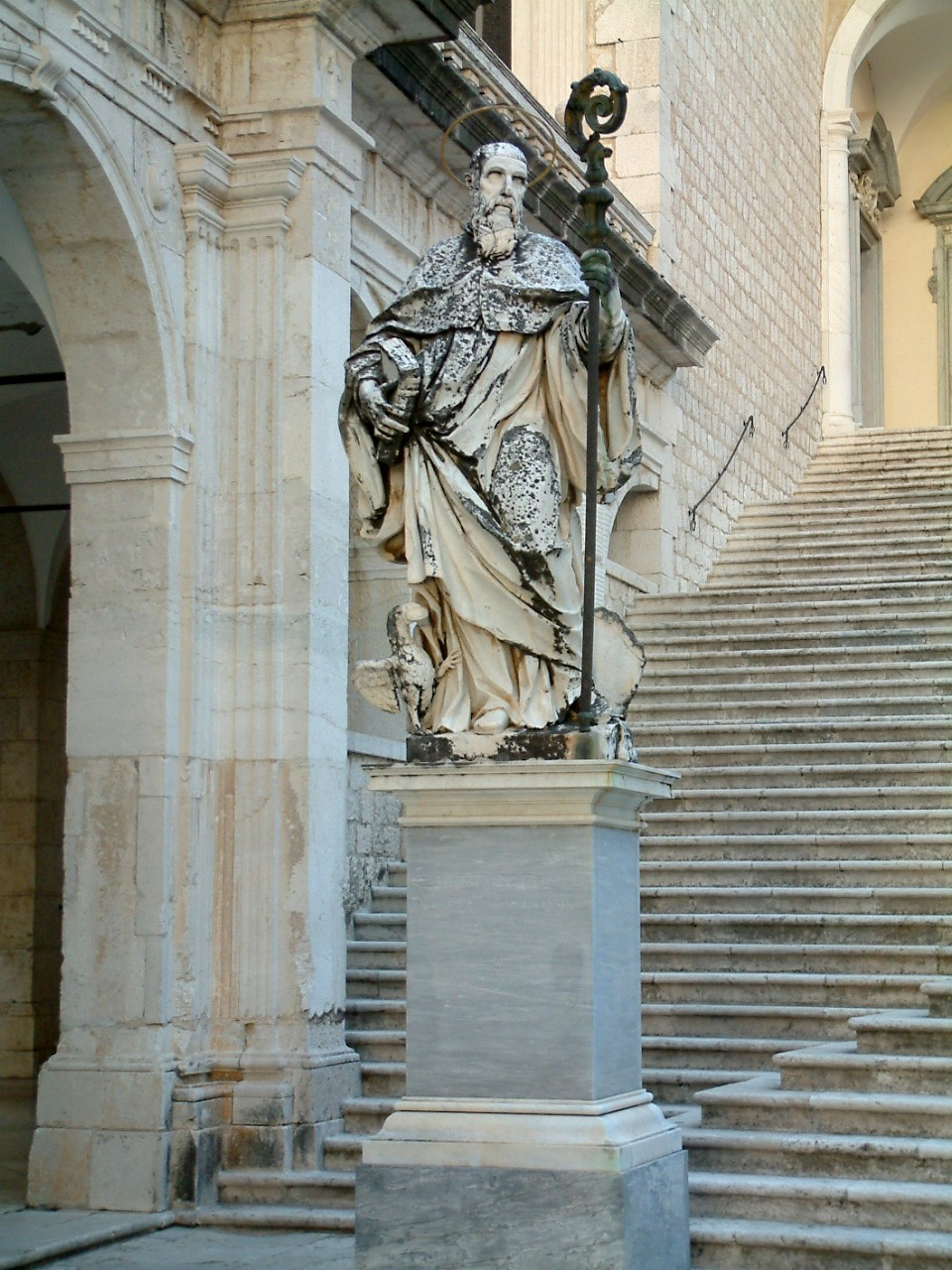
Statuia Sfântului Benedict.